# NGC 4746
NGC 4746 (другие обозначения — UGC 8007, MCG 2-33-29, ZWG 71.60, IRAS12494+1221, PGC 43601, ADBS 125156+1205) — спиральная галактика (Sb) в созвездии Девы.
В прошлом оценка расстояния до этой галактики была занижена, что приводило к заниженной оценке массы нейтрального водорода и к представлению, что эта галактика относится к магеллановым карликовым галактикам. Позже расстояние было переопределено, и теперь галактику относят к спиральным. Представление о том, что это спиральная галактика, а не неправильная, также лучше согласуется с относительно высоким содержанием тяжёлых элементов в областях H II в этой галактике. По-видимому, NGC 4746 взаимодействует с EVCC 2234, возможно, между ними имеется «мост» из газа. Кривая вращения асимметрична: она имеет правильную форму в приближающейся стороне галактики и более неправильную форму в удаляющейся.
Этот объект входит в число перечисленных в оригинальной редакции «Нового общего каталога».